# 奧斯汀冰川
奧斯汀冰川（英語：Austin Glacier），是南極洲的冰川，位於南喬治亞島北岸，最終注入島嶼灣的貝克曼港，在1931年由英國海軍命名，現時由英國海外領土管轄。